# Hypodrassodes
Hypodrassodes Dalmas, 1919 è un genere di ragni appartenente alla famiglia Gnaphosidae.

## Distribuzione
Le 11 specie note di questo genere sono diffuse in Oceania: ben sette specie sono endemiche della Nuova Zelanda, tre della Nuova Caledonia e una dell'isola di Lord Howe.

## Tassonomia
Non sono stati esaminati esemplari di questo genere dal 2010.
Attualmente, a ottobre 2015, si compone di 11 specie:
1. Hypodrassodes apicus Forster, 1979 — Nuova Zelanda
2. Hypodrassodes asbolodes (Rainbow & Pulleine, 1920) — Isola Lord Howe
3. Hypodrassodes canacus Berland, 1924 — Nuova Caledonia
4. Hypodrassodes cockerelli Berland, 1932 — Nuova Caledonia
5. Hypodrassodes courti Forster, 1979 — Nuova Zelanda
6. Hypodrassodes crassus Forster, 1979 — Nuova Zelanda
7. Hypodrassodes dalmasi Forster, 1979 — Nuova Zelanda
8. Hypodrassodes ignambensis Berland, 1924 — Nuova Caledonia
9. Hypodrassodes insulanus Forster, 1979 — Nuova Zelanda
10. Hypodrassodes isopus Forster, 1979 — Nuova Zelanda
11. Hypodrassodes maoricus (Dalmas, 1917)[2] — Nuova Zelanda

### Specie trasferite
- Hypodrassodes insulanus (Rainbow, 1901); trasferita al genere Systaria Simon, 1897, appartenente alla famiglia Miturgidae[1].